# Raabe-Haus
Koordinaten: 52° 15′ 34″ N, 10° 32′ 26″ O

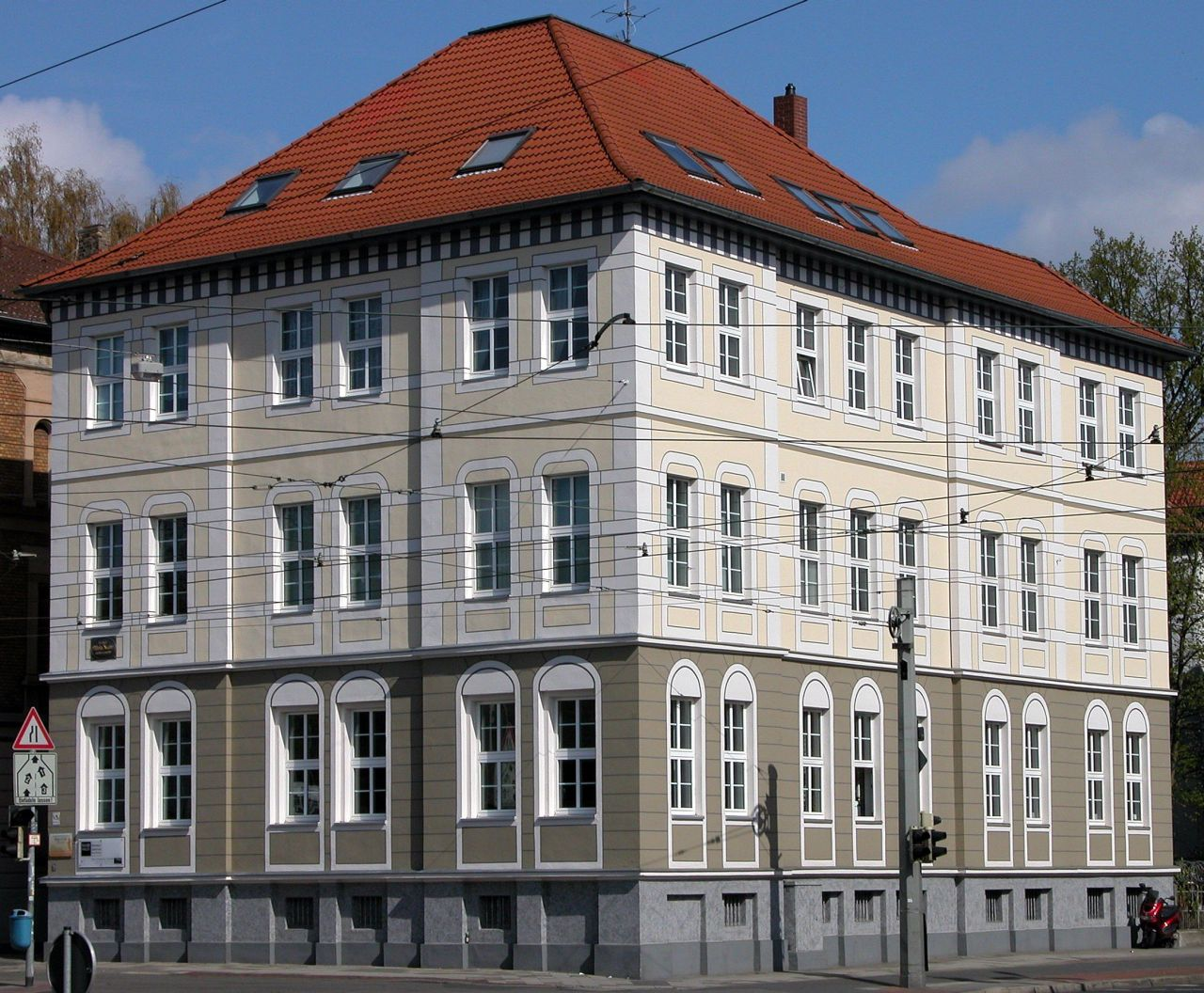
Das Raabe-Haus in Braunschweig. Raabes Wohnung befand sich in der 1. Etage.

Das Raabe-Haus ist ein historisches Gebäude in Braunschweig, in dem der Schriftsteller Wilhelm Raabe von 1901 bis zu seinem Tod 1910 lebte. Heute befindet sich dort ein Literaturzentrum, das als Veranstaltungsort, Forschungsstelle und Museum genutzt wird.
Auch das 1828 erbaute Geburtshaus von Wilhelm Raabe in Eschershausen wird als „Raabehaus“ bezeichnet. Dort befindet sich ein Museum über den Dichter.

## Geschichte
1870 zog Wilhelm Raabe mit seiner Frau und beiden Töchtern von Stuttgart nach Braunschweig, wo er sich endgültig niederließ. Zunächst lebte die Familie für drei Monate bei Raabes Schwiegermutter Caroline Leiste im Johannishof, dann in einer Mietwohnung im Salzdahlumer Weg 3, heute Böcklerstraße 9. Danach folgten mehrere Wohnungswechsel in Braunschweig: Von 1882 bis 1886 wohnte er in der Wolfenbüttler Straße 9, 1886 bis 1896 in der Leisewitzstraße 7, 1896 bis 1901 Am Windmühlenberg 3 Zuletzt bezog er eine geräumige 7-Zimmer-Wohnung in der Leonhardstraße 29 a, dem heutigen Raabe-Haus, wo er am 15. November 1910 verstarb.
Insgesamt verbrachte Raabe vierzig Jahre in Braunschweig. Die Hälfte seiner rund siebzig Romane und Erzählungen sind hier entstanden, darunter so bekannte Werke wie Horacker (1876), Pfisters Mühle (1884), Das Odfeld (1888) und Stopfkuchen (1891). Nach dem Tod von Raabes Frau Bertha am 7. Mai 1914 blieb die Tochter Margarethe Raabe in der Leonhardstraße wohnen und verwaltete den Nachlass ihres Vaters. Aus Anlass von Raabes 90. Geburtstag wurde 1921 eine Gedenktafel am Haus angebracht.
Als das Gebäude am 23. April 1944 durch eine Luftmine schwer beschädigt wurde, wurden Raabes Bibliothek, seine Manuskripte, Zeichnungen und die Möbel seines Arbeitszimmers in Sicherheit gebracht. Nach der Wiederherstellung des Hauses eröffnete die Stadt Braunschweig am 8. September 1948 in der vormaligen Raabe-Wohnung eine Gedächtnisstätte für den Schriftsteller.

## Das Literaturzentrum

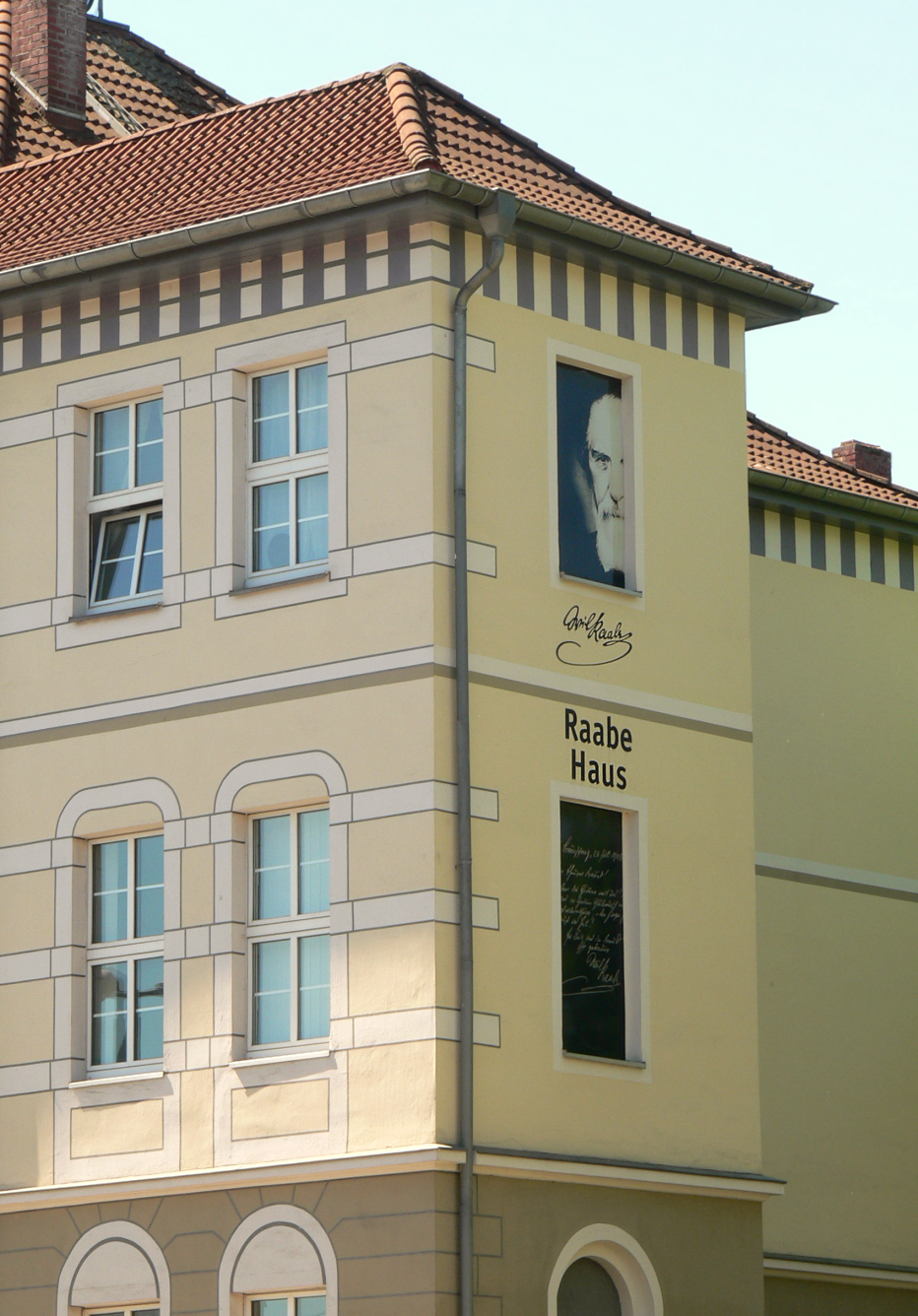
Bild von Wilhelm Raabe an einem Seitenflügel des Raabe-Hauses

Das Raabe-Haus gehört zum Kulturinstitut der Stadt Braunschweig, das mit dem Literaturzentrum einerseits die zeitgenössische Literatur fördert und vermittelt, und andererseits das literarische Erbe Wilhelm Raabes pflegt und bewahrt. In mehreren Ausstellungsräumen wird anhand von Manuskripten, Tagebüchern, Notizheften, Briefen und Zeichnungen über Raabes Leben und Werk informiert. Außerdem wird das original erhaltene Arbeitszimmer mit Raabes Privatbibliothek gezeigt.
Die Forschungsstelle ist der Stadtbibliothek Braunschweig angegliedert. Sie betreut und bearbeitet den literarischen Nachlass und gibt Auskunft auf wissenschaftliche Anfragen. Das Literaturzentrum verleiht außerdem den Wilhelm-Raabe-Literaturpreis, einen der am höchsten dotierten Literaturpreise Deutschlands.